# Campeonato Mundial de Atletismo Sub-20 de 2021 - 100 m masculino
A prova dos 100 metros masculino do Campeonato Mundial de Atletismo Sub-20 de 2021 ocorreu entre os dias 18 e 19 de agosto de 2021, no Centro Esportivo Internacional Moi, em Nairóbi, no Quênia. 

## Recordes
Antes desta competição, os recordes mundiais e do campeonato nesta prova eram os seguintes:
|       | Nome            | Nacionalidade  | Tempo | Local     | Data                |
| ----- | --------------- | -------------- | ----- | --------- | ------------------- |
| WU20R | Trayvon Bromell | Estados Unidos | 9.97  | Eugene    | 13 de junho de 2014 |
| CR    | Adam Gemili     | Reino Unido    | 10.05 | Barcelona | 11 de julho de 2012 |
| WU20L | Jaylen Slade    | Estados Unidos | 10.09 | Clermont  | 30 de maio de 2021  |

## Medalhistas
| Ouro                 | Prata                     | Bronze                |
| Letsile Tebogo (BOT) | Benjamin Richardson (RSA) | Shainer Rengifo (CUB) |

## Cronograma
Todos os horários são locais (UTC+3).  
| Data         | Hora  | Evento    |
| ------------ | ----- | --------- |
| 18 de agosto | 10:20 | Bateria   |
| 18 de agosto | 16:40 | Semifinal |
| 19 de agosto | 18:20 | Final     |

## Resultados

### Bateria
Qualificação: Os 3 primeiros de cada bateria (Q) e os 6 tempos mais rápidos (q). 
Vento:
Bateria 1: +0.8 m/s, Bateria 2: -1.4 m/s, Bateria 3: +0.7 m/s, Bateria 4: +1.0 m/s, Bateria 5: 0.0 m/s, Bateria 6: -0.7 m/s
| Posição | Bateria | Atleta                       | Nacionalidade      | Tempo | Notas           |
| ------- | ------- | ---------------------------- | ------------------ | ----- | --------------- |
| 1       | 3       | Letsile Tebogo               | Botswana           | 10.22 | Q, NU20R        |
| 2       | 4       | Benjamin Richardson          | África do Sul      | 10.28 | Q               |
| 3       | 1       | Godson Oke Oghenebrume       | Nigéria            | 10.35 | Q               |
| 4       | 2       | Shainer Rengifo Montoya      | Cuba               | 10.40 | Q,              |
| 5       | 6       | Bryan Levell                 | Jamaica            | 10.43 | Q               |
| 6       | 5       | Oliwer Wdowik                | Polónia            | 10.44 | Q,              |
| 7       | 4       | Alicke Cranston              | Jamaica            | 10.45 | Q               |
| 8       | 5       | Matteo Melluzzo              | Itália             | 10.46 | Q               |
| 9       | 3       | Tarsis Orogot                | Uganda             | 10.48 | Q               |
| 10      | 6       | Dominik Illovszky            | Hungria            | 10.51 | Q               |
| 11      | 2       | Wendell Miller               | Bahamas            | 10.51 | Q,              |
| 12      | 3       | Bradley Oliphant             | África do Sul      | 10.52 | Q               |
| 13      | 6       | Carlos Brown                 | Bahamas            | 10.53 | Q,              |
| 13      | 2       | Tomás Mondino                | Argentina          | 10.53 | Q               |
| 15      | 1       | Almond Small                 | Canadá             | 10.54 | Q               |
| 16      | 4       | Mahamat Zakaria Khalid       | Catar              | 10.55 | Q               |
| 17      | 4       | Angelo Ulisse                | Itália             | 10.57 | q               |
| 18      | 6       | Ali Anwar Ali Al Balushi     | Omã                | 10.59 | q               |
| 19      | 5       | Nazzio John                  | Granada            | 10.59 | Q               |
| 20      | 3       | Gerardo Lomelí Ponce         | México             | 10.60 | q               |
| 21      | 1       | Yeykell Eliu Romero          | Nicarágua          | 10.60 | Q               |
| 22      | 4       | Jayson Mandoze               | Botswana           | 10.62 | q               |
| 23      | 5       | Bautista Diamante            | Argentina          | 10.63 | q               |
| 24      | 5       | Eino Vuori                   | Finlândia          | 10.66 | q               |
| 25      | 1       | Eduard Kubelík               | Chéquia            | 10.66 |                 |
| 26      | 6       | Sylvester Simiyu             | Quênia             | 10.66 | Recorde pessoal |
| 27      | 6       | Nikolaos Panagiotopoulos     | Ucrânia            | 10.67 |                 |
| 28      | 4       | Steeven Salas                | Equador            | 10.67 |                 |
| 29      | 2       | Umut Uysal                   | Turquia            | 10.69 |                 |
| 30      | 4       | Georgi Hristov               | Bulgária           | 10.72 |                 |
| 31      | 2       | Katriel Angulo               | Equador            | 10.75 |                 |
| 32      | 1       | Falah Al-Khazaali            | Iraque             | 10.75 |                 |
| 33      | 1       | Igor Clemente Medeiros       | Brasil             | 10.77 |                 |
| 34      | 1       | Clinton Muunga               | Zimbabwe           | 10.79 |                 |
| 35      | 2       | Izaias Alves                 | Brasil             | 10.79 |                 |
| 36      | 3       | Saif Al-Rammahi              | Iraque             | 10.79 |                 |
| 37      | 5       | Elvis Khikhoe Jr. Gaseb      | Namíbia            | 10.87 |                 |
| 38      | 4       | Mohammed Soudd               | Líbia              | 10.95 | Recorde pessoal |
| 39      | 2       | Favour Oghenetejiri Ashe     | Nigéria            | 11.00 |                 |
| 40      | 6       | Oleksandr Sosnovenko         | Ucrânia            | 11.20 |                 |
| 41      | 3       | Ognjen Marsenić              | Montenegro         | 11.23 |                 |
| 42      | 5       | Sharon Loussanga             | República do Congo | 11.37 | Recorde pessoal |
| 43      | 2       | Arthur Quaqua                | Libéria            | 11.37 | Recorde pessoal |
| 44      | 3       | Maoulida Youssouf            | Comores            | 11.50 | Recorde pessoal |
| 45      | 3       | Ali Ghasem Babaei            | Irão               | DNF   |                 |
| 46      | 5       | Remigio Santander Villarubia | Guiné Equatorial   | DSQ   | TR16.8          |
| 47      | 6       | Josué Hepburn                | Honduras           | DNS   |                 |

### Semifinal
Qualificação: Os 2 primeiros de cada bateria (Q) e os 2 tempos mais rápidos (q). 
Vento:
Bateria 1: +0.5 m/s, Bateria 2: +0.4 m/s, Bateria 3: +0.8 m/s
| Posição | Bateria | Atleta                   | Nacionalidade | Tempo | Notas           |
| ------- | ------- | ------------------------ | ------------- | ----- | --------------- |
| 1       | 1       | Letsile Tebogo           | Botswana      | 10.11 | Q,              |
| 2       | 3       | Godson Oke Oghenebrume   | Nigéria       | 10.22 | Q               |
| 3       | 2       | Ali Anwar Ali Al Balushi | Omã           | 10.27 | Q, NU20R        |
| 4       | 2       | Matteo Melluzzo          | Itália        | 10.29 | Q               |
| 5       | 3       | Shainer Rengifo Montoya  | Cuba          | 10.29 | Q,              |
| 6       | 2       | Benjamin Richardson      | África do Sul | 10.30 | q               |
| 7       | 2       | Nazzio John              | Granada       | 10.32 | q,              |
| 8       | 3       | Tarsis Orogot            | Uganda        | 10.37 |                 |
| 9       | 1       | Oliwer Wdowik            | Polónia       | 10.37 | Q,              |
| 10      | 2       | Eino Vuori               | Finlândia     | 10.43 | Recorde pessoal |
| 11      | 2       | Wendell Miller           | Bahamas       | 10.45 | Recorde pessoal |
| 12      | 3       | Carlos Brown             | Bahamas       | 10.47 | Recorde pessoal |
| 13      | 1       | Bradley Oliphant         | África do Sul | 10.49 |                 |
| 14      | 3       | Dominik Illovszky        | Hungria       | 10.51 |                 |
| 15      | 1       | Almond Small             | Canadá        | 10.53 |                 |
| 16      | 2       | Tomás Mondino            | Argentina     | 10.53 |                 |
| 17      | 3       | Jayson Mandoze           | Botswana      | 10.54 | Recorde pessoal |
| 18      | 3       | Mahamat Zakaria Khalid   | Catar         | 10.54 |                 |
| 19      | 1       | Angelo Ulisse            | Itália        | 10.56 |                 |
| 20      | 1       | Bautista Diamante        | Argentina     | 10.59 |                 |
| 21      | 1       | Yeykell Eliu Romero      | Nicarágua     | 10.63 |                 |
| 22      | 3       | Gerardo Lomelí Ponce     | México        | 10.72 |                 |
| 23      | 1       | Alicke Cranston          | Jamaica       | 10.94 |                 |
| 24      | 2       | Bryan Levell             | Jamaica       | DQS   | TR16.8          |

### Final
A prova final foi realizada no dia 19 de agosto às 18:20. 
Vento: -0.2 m/s
| Posição           | Raia | Atleta                   | Nacionalidade | Tempo | Notas |
| ----------------- | ---- | ------------------------ | ------------- | ----- | ----- |
| Medalha de ouro   | 7    | Letsile Tebogo           | Botswana      | 10.19 |       |
| Medalha de prata  | 3    | Benjamin Richardson      | África do Sul | 10.28 |       |
| Medalha de bronze | 9    | Shainer Rengifo          | Cuba          | 10.32 |       |
| 4                 | 5    | Ali Anwar Ali Al-Balushi | Omã           | 10.39 |       |
| 5                 | 8    | Oliwer Wdowik            | Polónia       | 10.46 |       |
| 6                 | 6    | Matteo Melluzzo          | Itália        | 10.49 |       |
| 7                 | 2    | Nazzio John              | Granada       | 10.52 |       |
| 8                 | 4    | Godson Oke Oghenebrume   | Nigéria       | 10.74 |       |

Legenda
| Recorde mundial       | Recorde mundial (World record)               |                       | Recorde africano                      | Recorde africano (African) |                                           | Q | Classificado por posição (Qualified) |
| Recorde do campeonato | Recorde do campeonato (Championship record)  | Recorde da América    | Recorde da América (Americas)         | q                          | Classificado por melhor tempo (Qualified) |   |                                      |
| Melhor marca do ano   | Melhor marca do ano (World leading)          | Recorde asiático      | Recorde asiático (Asian)              | DNS                        | Não largou (Did not start)                |   |                                      |
| Recorde nacional      | Recorde nacional (National record)           | Recorde europeu       | Recorde europeu (European)            | DNF                        | Não terminou (Did not finish)             |   |                                      |
| Recorde pessoal       | Recorde pessoal do atleta (Personal best)    | Recorde da Oceania    | Recorde da Oceania (Oceania)          | DSQ / DQ                   | Desclassificado (Disqualified)            |   |                                      |
| Recorde da temporada  | Recorde da temporada do atleta (Season best) | Recorde sul-americano | Recorde sul-americano (South America) | NM                         | Sem marca (No mark)                       |   |                                      |